# Nicholas Collon
Nicholas Collon (Londen, 1983) is een Britse orkestdirigent.

## Loopbaan
Nicholas Collon was leerling van Eton College en studeerde vervolgens orgel, piano en altviool. Hij specialiseerde zich in orgel aan Clare College van de Universiteit van Cambridge. Hij was ook altviolist in het National Youth Orchestra of Great Britain (NYOGB). Als dirigent werd hij opgeleid door onder anderen Sir Colin Davis bij het London Symphony Orchestra en hij was assistent van Sir Mark Elder bij het Hallé Orchestra in Manchester.
In 2005 richtte Collon met een aantal NYOGB-collega's het Aurora Orchestra op, waarvan hij artistiek leider werd. Ook als operadirigent werd hij actief: hij dirigeerde in Ramallah en Bethlehem de eerste opera's die ooit op de Westelijke Jordaanoever zijn opgevoerd: Die Zauberflöte van Mozart in 2007 en La bohème van Puccini in 2009, beide geregisseerd door Samuel West. Hij kreeg in 2008 de Arts Foundation Fellowship, verkozen uit twintig genomineerde jonge dirigenten. In het seizoen 2011-2012 was hij assistent-dirigent van het London Philharmonic Orchestra. In september 2012 debuteerde hij met Die Zauberflöte bij de English National Opera. In juni 2013 dirigeerde hij de première van de opera Wagner Dream van Jonathan Harvey bij de Welsh National Opera.
Per 1 augustus 2016 volgde Collons benoeming tot vaste dirigent van het Residentie Orkest in Den Haag naast Jan Willem de Vriend, met een contract voor minimaal drie jaar, voor zes weken per seizoen. Nog voordat de drie jaar voorbij waren, werd in juni 2017 zijn benoeming bekendgemaakt tot enige chef-dirigent en artistiek adviseur van het Residentie Orkest met ingang van het seizoen 2018-2019. Hij dirigeerde minstens acht weken per jaar het RO. In 2021 vertrok hij bij het RO in verband met zijn benoeming tot chef-dirigent van het Radion sinfoniaorkesteri (het Finse Radio-symfonieorkest) in Helsinki.
Collon heeft opnamen gemaakt met het Aurora Orchestra voor Warner Classics: een cd Road Trip met werken van onder anderen Ives, Copland en Adams en een cd Insomnia met de tenor Allan Clayton. Met zijn Finse orkest nam hij werken op van onder anderen Sibelius, Adès en Lutosławski.